# Albin Accent

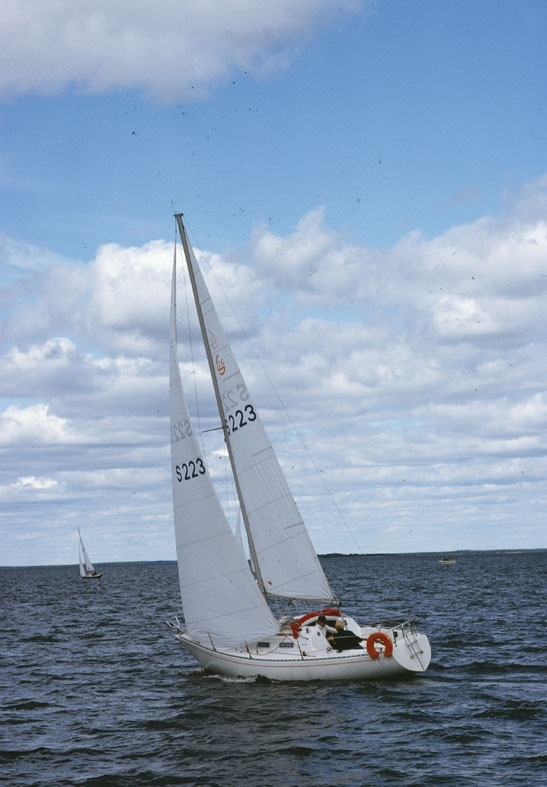
Albin Accent

Die Albin Accent (auch Albin 26 oder Accent 26) ist ein Segelyacht-Typ, von dem bis zum Jahr 1980 auf der Werft Albin Marin AB in Kristinehamn, Schweden ca. 600 Stück gebaut wurden. Der Bootstyp wurde 1974 vom Yachtdesigner Peter Norlin entworfen.

## Entwicklung
Das Boot wurde von dem bekannten schwedischen Konstrukteur und Segler Peter Norlin gezeichnet. Geplant war es zunächst als Einzelstück, um an Regatten teilzunehmen. Der Prototyp wurde bei Arne Jonsson aus formverleimtem Marinesperrholz als Flushdecker, also ohne wesentliche Decksaufbauten hergestellt. Im Jahre 1974 fand die Weltmeisterschaft der ¼ Tonner vor Malmö statt. Das Feld bestand aus etwa 40 Booten. Norlin gewann die Regatta.
Der Erfolg bei der Weltmeisterschaft bedeutete, dass eine Serienherstellung ins Auge gefasst wurde. Zunächst musste das Boot umkonstruiert werden, der Rumpf und das Unterwasserschiff blieben aber gleich. Es sollte ein Familienkreuzer mit fünf Schlafplätzen entstehen. Dafür wurde ein Kajütaufbau geschaffen, um Stehhöhe (173 cm) zu erreichen, das Cockpit wurde umgestaltet und eine Einrichtung konstruiert. Um den Preis niedrig zu halten, wurden auch Versionen in ¾-fertigen Zustand angeboten, bei denen die Einrichtung aus vorgefertigten Teilen vom Eigner komplettiert werden konnte.
Die ersten 650 Boote wurden bei Albin Marin AB in Kristinehamn bis 1980 gebaut, danach gingen die Formen an die Firma Mörebas in Norwegen, die weitere 150 Boote in unveränderter Form herstellte.

## Konstruktionsmerkmale
Die Albin 26 hat ein für die Zeit sehr modernes Unterwasserschiff, das hohe Geschwindigkeiten bei diesem Boot erlaubte. Sehr ungewöhnlich ist die Unterbringung des Einbaudiesels unter den Vorschiffskojen. Beim Segeln mit der Crew im Cockpit führt das zu einem gewichtsmäßig gut ausbalanciertem Boot.
Ein weiteres sehr ungewöhnliches Konstruktionsdetail im Innenraum ist die Pantry an der Steuerbordseite der Kabine. Auf der Backbordseite befindet sich ein L-Sofa und der Tisch. Das Boot hat einen separaten Toilettenraum zwischen Kajüte und Vorschiff. Unter den Cockpitbänken befinden sich noch 2 Hundekojen, was zu insgesamt 5 ½  Kojen auf diesem Segelboot führt.
Nachdem der Prototyp in formverleimtem Sperrholz gebaut worden war, wurden die Serienboote in GFK gebaut. Der Innenausbau erfolgte in Mahagoni.

## Rigg
Der Prototyp und die ersten 50 Boote hatten ein 7/8-Rigg, wie es auch heute noch modern ist. Danach wurde aus unbekannten Gründen auf ein toppgetakeltes Rigg übergegangen. Es wurden hauptsächlich Masten von Elvström, Gullmarsimporten und Isomat verwendet. Die Abstützung des Mastes erfolgt durch ein Oberwant und zwei Unterwanten pro Schiffsseite, Vor und Achterstag.

## Gegenwart
Von den gebauten Booten befinden sich die meisten in Skandinavien. In Dänemark und Schweden befinden sich aktive Klassenvereinigungen.

## Daten
- Länge: 8,05 m
- Breite: 2,77 m
- Tiefgang: 1,54 m
- Verdrängung: 2,3 t
- Ballast: 0,9 t
- Segelfläche: 32 m²
- Yardstickzahl: 111
- Motorisierung: 8 PS Diesel
- Anzahl Kojen: 5